# Лексінгтон (Вірджинія)
Лексінгтон (англ. Lexington) — незалежне місто в США, у штаті Вірджинія. Населення — 7320 осіб (2020).

## Географія
Лексінгтон розташований за координатами 37°46′56″ пн. ш. 79°26′40″ зх. д. / 37.78222° пн. ш. 79.44444° зх. д. (37.782332, -79.444320). За даними Бюро перепису населення США в 2010 році місто мало площу 6,54 км², з яких 6,47 км² — суходіл та 0,07 км² — водойми.

## Демографія
Згідно з переписом 2010 року, у місті мешкали 7042 особи в 2237 домогосподарствах у складі 1028 родин. Густота населення становила 1078 осіб/км². Було 2546 помешкань (390/км²).
Расовий склад населення:
| - 85,2 % — білих - 9,7 % — чорних або афроамериканців - 2,2 % — азіатів - 0,1 % — вихідців з тихоокеанських островів - 0,1 % — корінних американців |

До двох чи більше рас належало 1,8 %. Іспаномовні складали 3,8 % від усіх жителів.
За віковим діапазоном населення розподілялося таким чином: 10,1 % — особи молодші 18 років, 74,6 % — особи у віці 18—64 років, 15,3 % — особи у віці 65 років та старші. Медіана віку мешканця становила 22,8 року. На 100 осіб жіночої статі у місті припадало 125,8 чоловіків; на 100 жінок у віці від 18 років та старших — 127,8 чоловіків також старших 18 років.
Середній дохід на одне домашнє господарство становив 52 898 доларів США (медіана — 34 017), а середній дохід на одну сім'ю — 77 392 долари (медіана — 56 250). За межею бідності перебувало 20,2 % осіб, у тому числі 17,0 % дітей у віці до 18 років та 8,8 % осіб у віці 65 років та старших.
Цивільне працевлаштоване населення становило 2082 особи. Основні галузі зайнятості: освіта, охорона здоров'я та соціальна допомога — 39,3 %, мистецтво, розваги та відпочинок — 24,0 %, інформація — 7,3 %, роздрібна торгівля — 5,4 %.